# Ivan Kostov
Pour les articles homonymes, voir Kostov.
Ivan Yordanov Kostov (Иван Йорданов Костов, en bulgare) est un homme politique bulgare, membre des Démocrates pour une Bulgarie forte (DSB).

## Biographie

### Les débuts
Économiste et universitaire de formation, il est élu député à la Grande Assemblée nationale lors des élections du 10 juin 1990, sous les couleurs de l'Union des forces démocratiques (SDS).

### Ministre des Finances
Le 10 décembre suivant, il est nommé ministre des Finances dans le gouvernement de l'indépendant Dimitar Popov, alors soutenu par le Parti communiste bulgare (PCB) et la SDS.
Lors des élections du 13 octobre 1991, remportées par la SDS, il est élu député à l'Assemblée nationale. Le Premier ministre, Filip Dimitrov, le reconduit dans ses fonctions ministérielles le 8 novembre suivant.

### Chef de l'opposition
Il n'est cependant pas maintenu lorsque, le 30 décembre 1992, Liouben Berov prend la tête du gouvernement.
Il conserve son mandat de député lors des élections législatives anticipées du 18 décembre 1994, qui voient la victoire de la Coalition pour la Bulgarie (KZB), dominée par le Parti socialiste bulgare (PSB). À la suite de cet échec, Dimitrov renonce à présider l'Union des forces démocratiques et Kostov est alors choisi pour lui succéder. Il devient donc le chef de l'opposition au socialiste Jan Videnov.

### Premier ministre
En 1996, il participe à la création des Forces démocratiques unies (ODS), une alliance de centre droit entre la SDS, l'Union nationale agraire bulgare (BZNS), le Parti démocrate (DP) et le Parti social-démocrate bulgare (BSDP). Aux élections législatives anticipées du 19 avril 1997, l'ODS remporte 52,3 % des suffrages et 137 députés sur 240.
Le 21 mai suivant, Ivan Kostov est nommé Premier ministre et prend la tête d'un gouvernement formé de la SDS, du DP et de la BZNS. À compter du 21 décembre 1999, il est également ministre de l'Administration publique.

### Retour dans l'opposition
Candidat à sa succession lors des élections législatives du 17 juin 2001, il subit une déroute, l'ODS obtenant seulement 18,2 % des voix et 51 sièges, juste devant la KZB et très loin derrière le Mouvement national Siméon II (NDSV). Cet échec le conduit à démissionner de la présidence de l'Union des forces démocratiques.
Il finit par quitter son parti en 2003 et fonde, l'année suivante, les Démocrates pour une Bulgarie forte (DSB), qui remporte 6,4 % des suffrages et 17 députés lors des élections législatives du 25 juin 2005.

### La Coalition bleue
Le 13 mars 2009, les DSB et la SDS créent la Coalition bleue (SK). Lors des élections législatives du 5 juillet, l'alliance se classe cinquième, avec 6,8 % des voix et 15 sièges sur 240.
Il annonce, le 27 juillet à l'Assemblée, que la SK votera l'investiture au gouvernement de Boïko Borissov, dont il affirme partager une grande partie des objectifs. Ce soutien devient plus critique au début de l'année 2011. Au mois de mai suivant, la Coalition s'abstient ainsi sur le vote de la motion de censure des socialistes.